# Gunskirchen
Gunskirchen es una localidad del distrito de Wels, en el estado de Alta Austria, Austria, con una población estimada a principio del año 2018 de 6037 habitantes. 
Se encuentra ubicada en el centro del estado, a poca distancia al sur del río Danubio y al suroeste de la ciudad de Linz —la capital del estado—.

## Galerìa

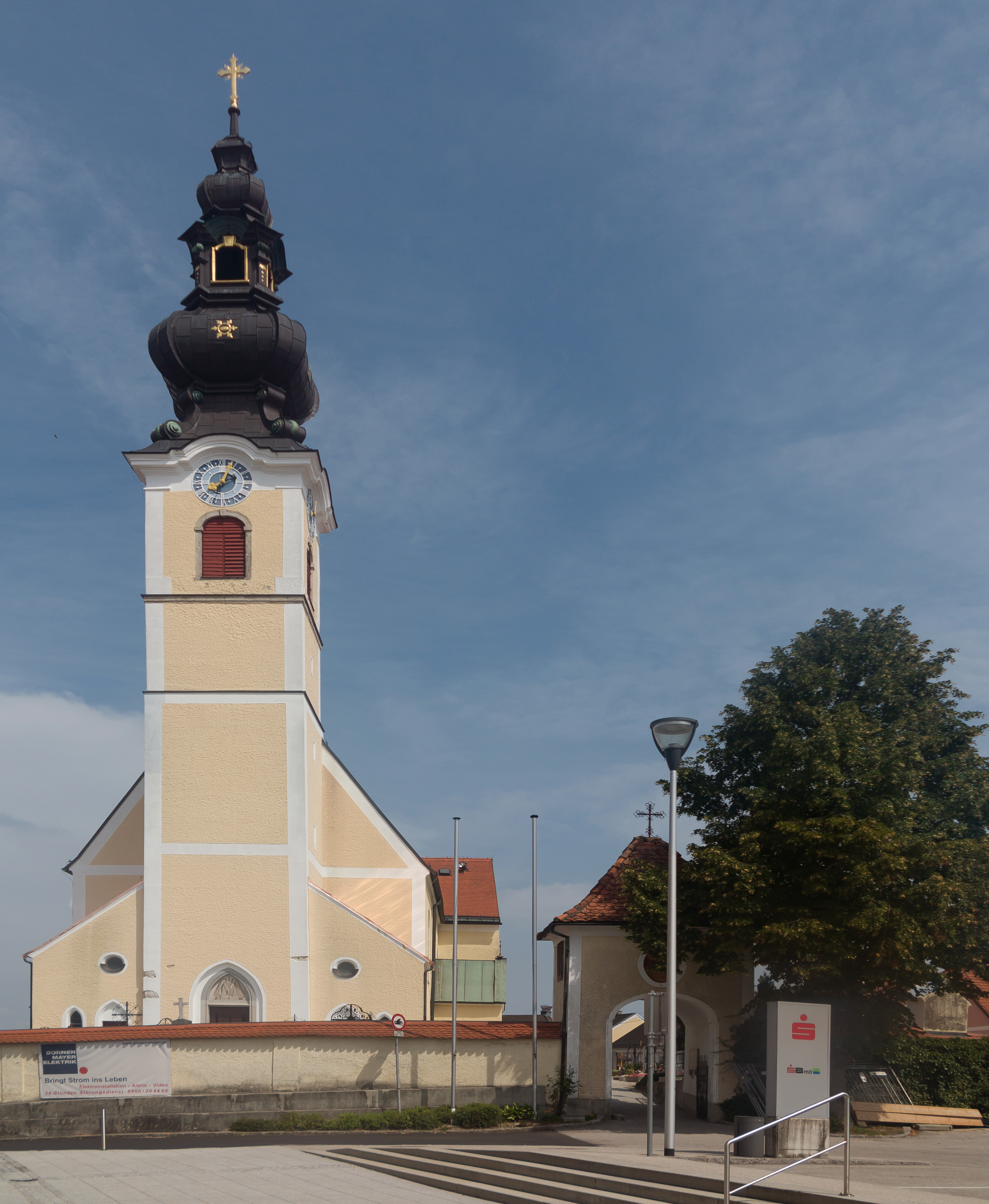
Gunskirchen, la iglesia catolica: Pfarrkirche heilige Martin
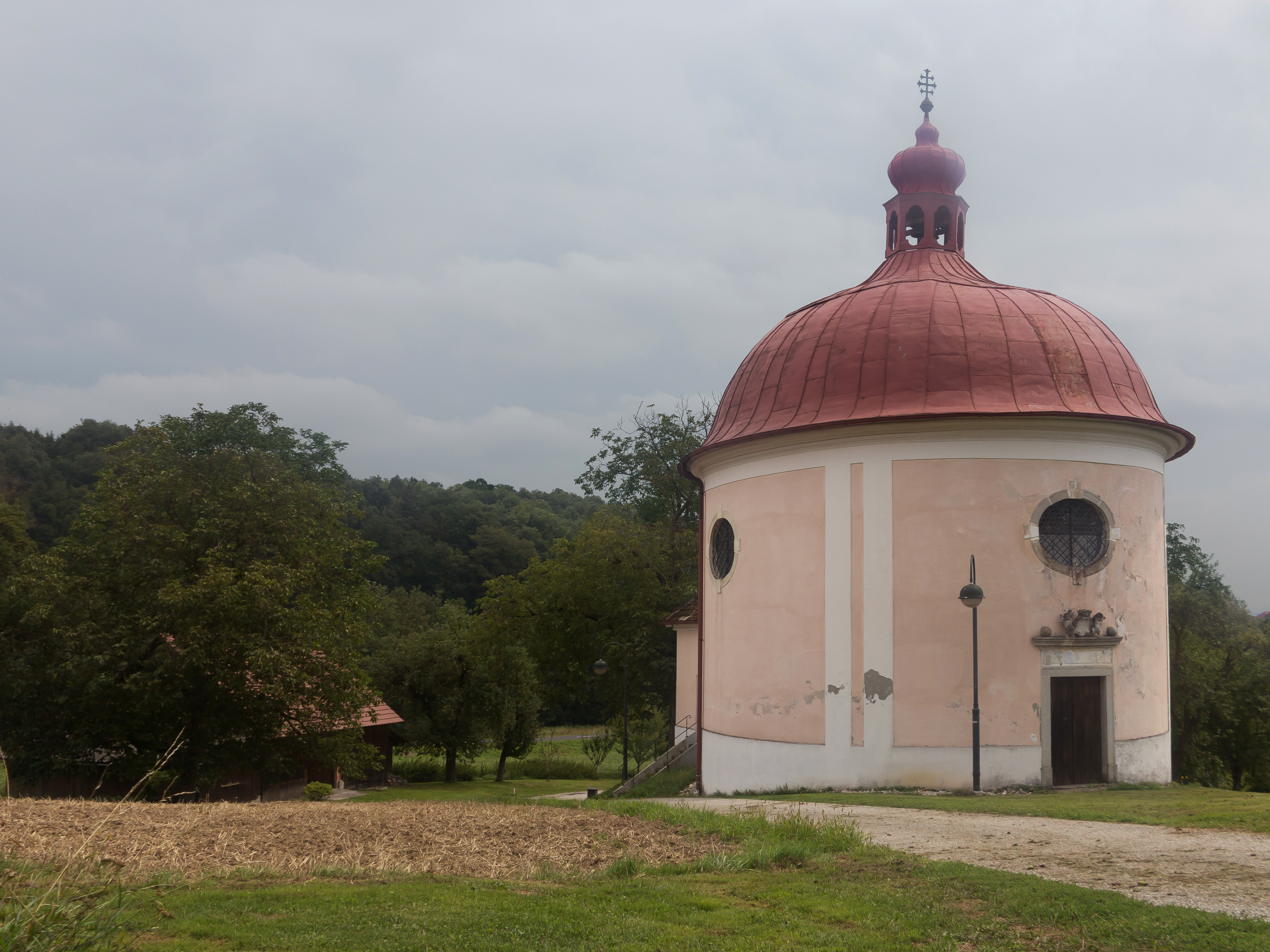
Kalchau, la iglesia: Wallfahrtskirche heilige Peter
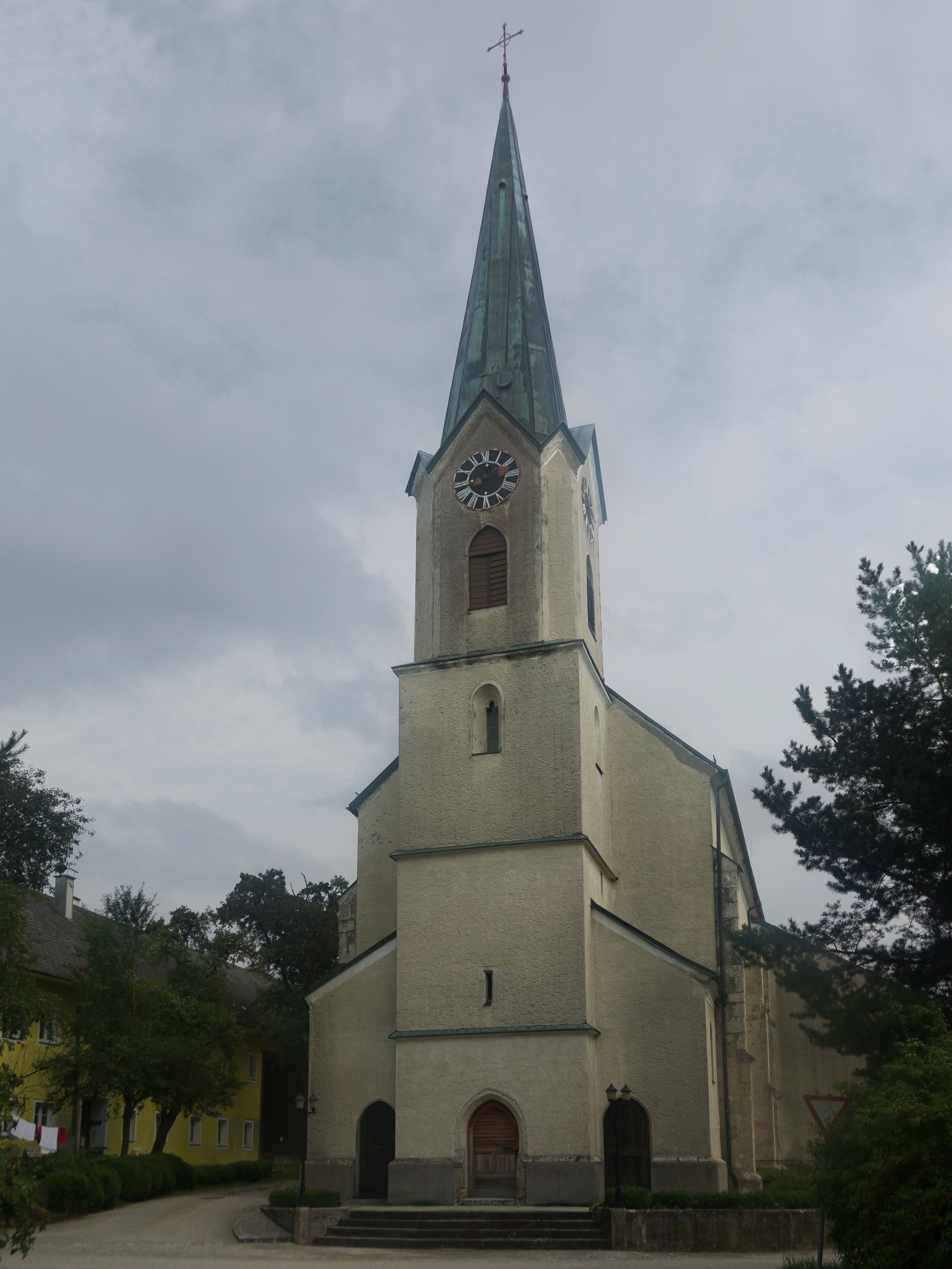
Fallsbach, la iglesia: Wallfahrtskirche Mariä Himmelfahrt
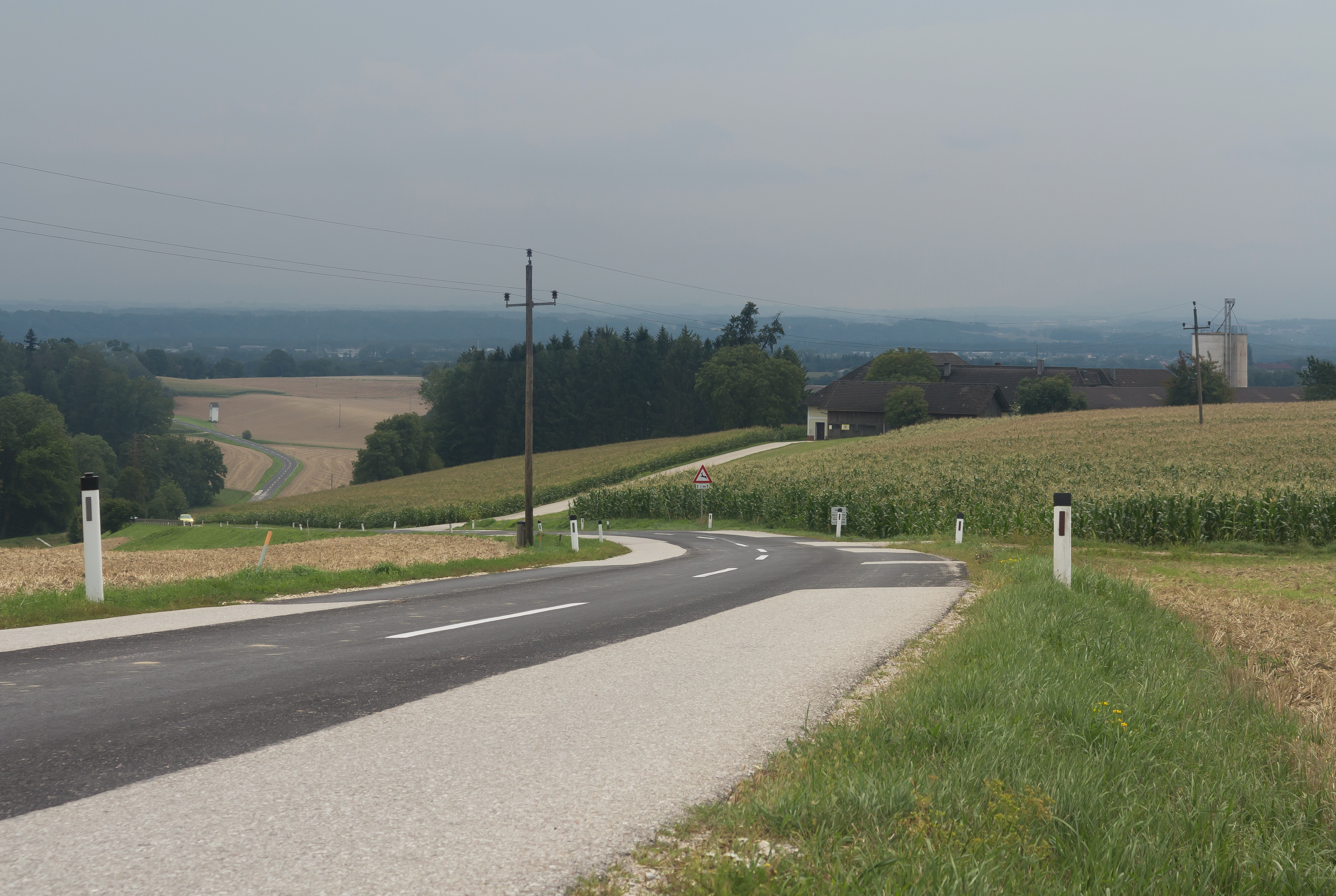
El panorama cerca Am Irrach